# Chondrostoma vardarense
Chondrostoma vardarense es una especie de peces de la familia de los Cyprinidae en el orden de los Cypriniformes.

## Hábitat
Es un pez de agua dulce.

## Distribución geográfica
Se encuentra en Grecia, Macedonia del Norte, Bulgaria y Turquía.